# Terremoto dell'Afghanistan del 2009
Il terremoto dell'Afghanistan del 2009 è stato un terremoto di 5,5 magnitudo momento (Mw) che si è verificato nella parte orientale dell'Afghanistan il 16 aprile 2009 alle 01:57 ora locale (21:27 GMT). Il terremoto è stato seguito due ore più tardi da una "replica" di 5,1 magnitudo momento. L'epicentro è a circa 90 km da Kabul, vicino al confine con il Pakistan, altra nazione coinvolta dal sisma. Un rappresentante del governo ha riferito alla Associated Press che la scossa ha ucciso 22 persone, provocato 20 feriti e distrutto 200 case.